# Sebal
Sebal es una localidad situada en el municipio de Condeixa-a-Nova, Portugal.
Fue una freguesia independiente hasta su disolución el 28 de enero de 2013, en aplicación de una resolución de la Asamblea de la República Portuguesa promulgada el 16 de enero de 2013. En ese momento se fusionó con la freguesia de Belide, formando la nueva freguesia de Sebal e Belide.